# Елоїза Чіанні
Елоїза Чіанні (італ. Eloisa Cianni; *21 червня 1932, Рим, Лаціо, Італія) — італійська акторка.

## Біографія
Народилася 21 червня 1932 в Римі, Лаціо, Італія. У кіно дебютувала як виконавиця головної ролі в скетчі «Вілла Боргезе» (1953).
Міс Італія 1952; Міс Італія 1953.

## Фільмографія
- Villa Borghese (1953)
- Peppino e la vecchia signora (1954)
- Racconti romani (1955)
- Il segno di Venere (1955)
- La porta dei sogni (1955)
- Processo all'amore (1955)
- Sangue di zingara (1956)
- Accadde di notte (1956)
- Ho amato una diva (1957)
- Любов з першого погляду (1958)
- Adorabili e bugiarde (1958)
- Amore e guai (1958)
- Sergente d'ispezione (1958)
- Il pirata dello sparviero nero (1959)
- Le magnifiche 7 (1961)